# La Cornette
Ne doit pas être confondu avec La Cornette (Bouillon).
La Cornette est une farce publiée par Jean d'Abundance en 1544. Son sous-titre est Farce nouvelle/tres bonne et tres joyeuse / de la cornette / a v. Personnages / par jehan d’abundance.

## Résumé
La jeune épouse d'un vieux mari entretient des relations avec un chanoine et un jeune homme. Elle comble ce dernier grâce à la générosité du chanoine. Les deux neveux du vieux mari ont peur de ne pas hériter. Ils la dénoncent. Mais le valet Finet informe sa maîtresse de cette dénonciation. La femme infidèle réussit à faire chasser ses deux ennemis.